# Cầu đường sắt Đà Rằng

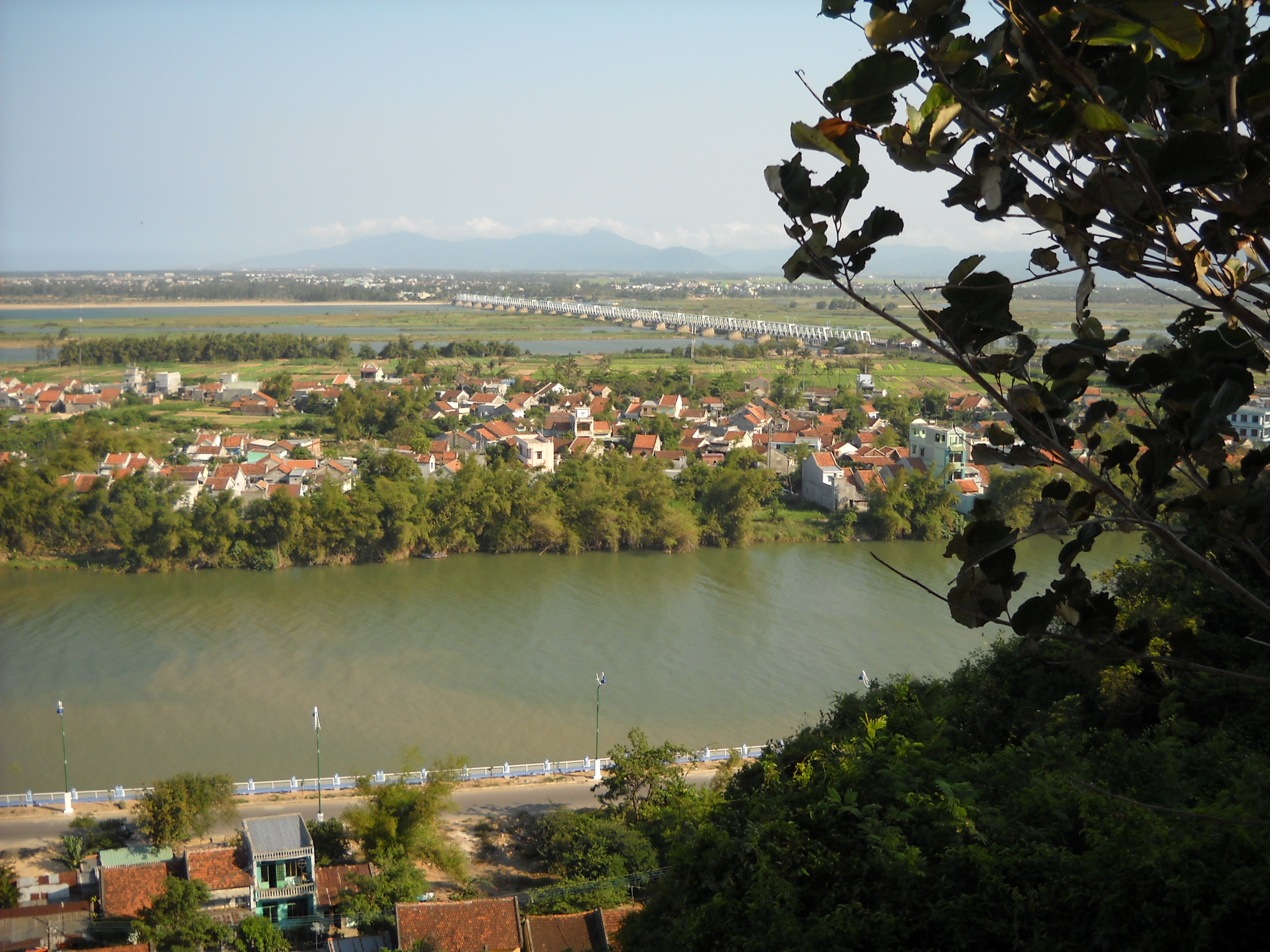
Cầu Đà Rằng nhìn từ núi Nhạn

Cầu Đà Rằng là một cây cầu bắc qua sông Đà Rằng (sông Ba) trên tuyến đường sắt Bắc Nam tại thành phố Tuy Hòa, tỉnh Phú Yên, Việt Nam.

## Lịch sử
Năm 1924, người Pháp tiến hành khảo sát, thiết kế, xây dựng cầu Đà Rằng và cầu Sông Chùa, gọi chung là cầu Đà Rằng. Cầu được xây dựng dùng chung cho cả đường bộ và đường sắt. Cầu Đà Rằng dài 1.105 m, cầu Sông Chùa dài 141,5 m, với tổng kinh phí xây dựng lúc bấy giờ là 117.800 đồng Đông Dương, được hoàn thành vào tháng 7 năm 1927.
Cầu Đà Rằng có kết cấu giàn thép chịu lực, trụ bê tông cốt thép với bộ khung thép bảo vệ hình zích zắc, liên kết giữa các cấu kiện giàn thép bằng đinh tán. Người dân địa phương gọi là cầu 21 nhịp. Cầu 21 nhịp cùng núi Nhạn, sông Đà Rằng đã đi vào thơ ca đất Tuy Hòa.
Năm 1946, cầu bị phá hủy một số nhịp, đến năm 1954 được chính quyền Sài Gòn cho khôi phục lại như thiết kế nguyên mẫu thời Pháp nhưng vẫn dùng chung cho cả đường sắt và đường bộ.
Năm 1969, chính quyền Sài Gòn đã khởi công cầu đường bộ Đà Rằng, tách ra khỏi cầu đường sắt. Công trình được hoàn thành và đưa vào sử dụng từ năm 1971.
Năm 1999, cầu đường sắt Đà Rằng được Bộ Giao thông vận tải hợp tác với Nhật Bản duy tu, sửa chữa, gia cố trụ cầu bằng bê tông cốt thép nguyên khối, thay giàn cầu từ của Pháp sang của Nhật, tháo gỡ trụ tạm ở giữa mỗi nhịp. Ngoài ra, cầu còn được sơn lại màu xám trắng.